# 關聰
關聰（英語：Kwan Chung；1953年10月10日—）、香港前影視演員，父親為已故甘草演員關海山；1980年代定居台灣, 現時的工作重心已轉移至台灣.

## 簡歷
關聰母親是關海山第二任前妻的黃麗，家中排行第二，幼年时，關聰在廣州和祖父母生活。父亲则已移居香港。1970年，關聰與好友孟飛游泳偷渡至香港後加入娛樂界。到2020年时，孟飛庆祝七十大寿时，關聰仍是孟飛“演藝圈數十年老友”之一。
1972年，關聰進入於第一期第一屆無綫電視藝員訓練班畢業後而正式出道，成為了1970年代起無綫電視著名小生之一，曾在劇中飾演反派居多，關聰代表作為1979年拍攝的《楚留香》中的無花和尚（關聰指出，「無花和尚」角色本來由夏雨飾演，因夏雨不肯剃頭，所以才換上他）。
他於1984年便離開無綫電視，開始轉往台灣發展。1996年拍完電影《鳳舞九天》後突然息影，退出演藝圈，改行從商。1990年代，曾捲入一宗以及地下錢莊案件，包括被指侵害作家臥龍生的錢財，而被捕入獄。目前他定居於台灣，打理XO醬生意。
至2007年，關聰闊別螢幕多年後重新亮相，可能參演偶像劇《惡作劇2吻》、偶爾亦會客串演出香港或台灣發展電影及電視劇等等。

## 電視作品

### 電視劇（無綫電視）
- 1972 《一家之主》
- 1973 《大江東去》
- 1973 《智慧的燈》
- 1974 《民間傳奇之三司會審玉堂春》
- 1974 《民間傳奇之紫釵記》
- 1974 《民間傳奇之花田錯》 飾 劉家英
- 1975 《睇開啲啦》
- 1975 《民間傳奇之呂蒙正》
- 1975 《民間傳奇之金葉菊》飾 張貴顯
- 1975 《民間傳奇之風塵三俠》 飾 李世民
- 1975 《民間傳奇之蘇小妹三難新郎》 飾 蘇轍
- 1975 《民間傳奇之洛神》 飾 楊修
- 1975 《民間傳奇之妙賊我來也》
- 1975 《民間傳奇之陸廚休妻》
- 1975 《民間傳奇之拜月亭》
- 1975 《民間傳奇之香羅帶》
- 1975 《民間傳奇之紫釵記》
- 1975 《香港風情畫之好彩》 飾 曾求
- 1975 《宋江怒殺閻婆惜》 飾 曹登龍
- 1976 《楊貴妃》 飾 王雄
- 1976 《諸事丁》
- 1976 《三年零八個月》 飾 孖七
- 1976 《大江南北》 飾 鄭秋
- 1976 《黃飛鴻》 飾 凌雲楷
- 1976 《近代豪俠傳之洪文定刺殺嘉慶皇》 飾 洪文定
- 1976 《狂潮》 飾 Michael
- 1976 《民間傳奇之三笑》
- 1976 《民間傳奇之假皇帝》
- 1976 《民間傳奇之是我錯》
- 1976 《書劍恩仇錄》 飾 衛春華
- 1976 《陸小鳯之金鵬之謎》 飾 霍天青
- 1976 《逼上梁山》 飾 西門慶
- 1977 《大報復》 飾 翁世昌
- 1977 《小人物之球哥》 飾 球哥（徐振求）
- 1977 《民間傳奇之金玉奴》 飾 關進士
- 1977 《民間傳奇之帝女花》飾 周寶倫
- 1977 《民間傳奇之魘》 飾 李衛
- 1977 《民間傳奇之毒親夫》 飾 劉章示
- 1977 《民間傳奇之龍虎會》
- 1977 《陸小鳳之決戰前後》 飾 平南王世子
- 1977 《烏龍捕快》 飾 一條葱
- 1978 《大亨》 飾 白永光
- 1978 《小李飛刀》 飾 遊龍生
- 1978 《小李飛刀之魔劍俠情》 飾 荊無命
- 1978 《人海奇譚之名校長》
- 1978 《國際刑警》
- 1978 《一＋一之狼夫狐妻》 飾 Pierre
- 1978 《一代橋王》 飾 何淡如
- 1978 《蕭十一郎》 飾 連城璧
- 1978 《倚天屠龍記》 飾 宋青書
- 1978 《刀神》 飾 宋中
- 1978 《三跟四傍》
- 1978 《陸小鳳之武當之戰》 飾 將軍
- 1978 《幻海奇情之遊戲》 飾 克文
- 1979 《楚留香》 飾 無花和尚
- 1979 《名劍風流》 飾 郭翩仙
- 1979 《絕代雙驕》 飾 趙香靈
- 1979 《英雄無淚》 飾 楊堅
- 1979 《ICAC》
- 1980 《一劍天涯》 飾 司馬雙城
- 1980 《龍仇鳳血》 飾 曹錚
- 1980 《歡樂群英》 飾 偉大先生
- 1981 《無雙譜》飾 張珍
- 1981 《楊門女將》 飾 飛龍太子
- 1981 《千王群英會》 飾 遊胜千
- 1982 《孤城客》 飾 歐陽夢非
- 1982 《天龍八部》飾 全冠清
- 1982 《福星高照》 飾 宋仁宗
- 1983 《老洞》飾 謝尚荊

### 電視劇（香港電台）
- 1972 《獅子山下》
- 1978 《屋簷下之暮》

### 電視劇（台湾）
- 1982 華視《玉女神笛》 飾 南宮追雲
- 1983 《白马啸西风》
- 1983 華視《煙雨江南》 飾 杜劍南
- 1984 台視《鐵血楊家將》 飾 楊六郎
- 1986 中視《大旗英雄傳》飾 朱藻
- 1986 華視《新孟麗君》 飾 劉奎璧
- 1986 台視《揮劍問情》 飾 凌九宵
- 2007 中視《惡作劇2吻》飾 直樹外公
- 2024 大愛電視《生命的麥田》飾 蔡明廷

### 電影
- 年輕人 (1972)
- 天涯客 (1972)
- 廣東小老虎 (1973)
- 花花公子 (1974)
- 龍虎灘 (1974)
- 拍案驚奇 (1975)
- 中國神打 (1975)
- 蠱惑佬尋春 (1975)
- 血盟千里 (1975)
- 瀛台泣血 (1976)
- 乾隆香妃風流帳 (1977)
- 黃飛鴻四大弟子 (1977)
- 陰陽血滴子 (1977)
- 出術 (1977)
- 風水奇譚 (1979)
- 著錯草鞋走錯路 (1979)
- 武師,花旦,大流氓 (1980)
- 少林與武當 (1980)
- 懵佬，大賊，傻偵探 (1980)
- 撞到正 (1980)
- 少林佛家大道 (1980)
- 公子嬌 (1981)
- 兵兵賊賊 (1981)
- 少林寺傳奇 (1981)
- 彈指神功 (1982)
- 火龍任務Ａ級計劃 (1983)
- 碼頭 (1983)
- 三大名捕會京師 (1983)
- 風鈴中的刀聲 (1983)
- 飛象過河 (1983)
- 陰陽奇兵 (1986)
- 槍下留人 (1987)
- 旺角的天空 (1995)
- 鳳舞九天 (1996)

## 外部連結
- 關聰在互联网电影资料库（IMDb）上的資料（英文）（英文）
- 關聰在香港影庫上的簡介
- 關聰在豆瓣上的资料（简体中文）
- 關聰在时光网上的簡介（简体中文）